# Чин (народ)
Чин (чины) — это народ подгруппы куки-чин, говорящий на одноимённом языке тибето-бирманской ветви. Проживают в Мьянме, Индии и Бангладеш.
В Мьянме чины проживают в штате Чин. Представлены народностями (и языками) фалам, тиддим, хака-чин и т. д. Население в Мьянме составляет около 880 тысяч человек.
В Индии чины проживают в штатах Ассам, Манипур, Мегхалая и Мизорам и представлены народностями (и языками) мизо, тхадо, лакхеры и т. д. Население в Индии превышает 400 тыс. человек.

## Языки
Чин говорят на большом количестве языков, образующих куки-чинскую группу ветви куки-чин-нага тибето-бирманских языков.
Языки куки-чин впервые были описаны и классифицированы Стеном Коноу. Он отнёс эти языки к бирманской ветви Тибето-бирманской семьи. Для чинских языков характерна важность местоимений. Разделяют два тона существительных и местоимений: прямой и косвенный.
Также разделяют неформальную устную речь и «литературную». Формальные предложения всегда заканчиваются глаголом с частицей, а не местоимением, как это происходит в устной речи.

## Религия
Чин в основном христиане, среди них преобладают протестанты, особенно баптисты. Отдельные представители чин заявили, что они являются потомками колена Манассиева, и стали практиковать иудаизм. Они называют себя Бней-Менаше и часть их переселилась в Израиль.

## Быт
Быт народов чин прост. В основном они занимаются земледелием (рис, пшеница, кукуруза), ткачеством и охотой. Одежда чинов домотканая, напоминает своего рода плащ или накидку.